# Varduvos upė II
Varduvos upė II este o arie protejată (sit de importanță comunitară — SCI) din Lituania întinsă pe o suprafață de 349,7 ha, integral pe uscat.

## Localizare
Centrul sitului Varduvos upė II este situat la coordonatele 56°17′14″N 22°05′34″E / 56.2871°N 22.0928°E.

## Înființare
Situl Varduvos upė II a fost declarat sit de importanță comunitară în noiembrie 2022 pentru a proteja un număr necunoscut de specii din flora spontană și fauna sălbatică aflate în arealul zonei.

## Biodiversitate
Situată în ecoregiunea boreală, aria protejată conține 2 habitate naturale: Fânețe de joasă altitudine (Alopecurus pratensis, Sanguisorba officinalis), Păduri pe pante, grohotișuri și ravene de Tilio-Acerion.
La baza desemnării sitului se află un număr nedeclarat de specii protejate.